# Voto

Locatie Voto in Cantabria

Voto is een gemeente in de Spaanse provincie Cantabrië in de regio Cantabrië met een oppervlakte van 78 km². Voto telt 2.725 inwoners (1 januari 2016).

## Demografische ontwikkeling
Bron: INE; 1857-2011: volkstellingen